# PPGペインツ・アリーナ
PPGペインツ・アリーナ（PPG Paints Arena）はペンシルベニア州ピッツバーグにある屋内競技場。

## 概要
老朽化して2010年に閉場したメロン・アリーナを代替して建てられた。2008年12月に炭鉱企業のコンソル・エナジーが命名権を取得してコンソル・エナジー・センターと呼ばれていたが、2016年10月にPPGインダストリーズが新たに命名権を取得した。
こけら落としは2010年8月18日と19日のポール・マッカートニーの公演であった。
あらゆるスポーツの大会が開かれており、2018年にはWWEのペイ・パー・ビュー大会・WWEエクストリーム・ルールズが開催された。